# کد بین
کد بین (انگلیسی: Cad Bane) یک شخصیت منفی تخیلی در  جنگ ستارگان است. این شخصیت یک شکارچی بی رحم از سیاره دورو است که معمولاً توسط افراد شرور دیگری مانند اتحاد جدایی طلب و هات استخدام می شود. او یک جایزه بگیر حرفه‌ای است که توانایی های بسیاری در مبارزات تن به تن و کار با اسلحه دارد، به طوری که در سریال جنگ های کلون، اوبی وان کنوبی و آسوکا تانو به سختی قادر به شکست دادن او بودند، او همچنین در یک دوئل با سر دسته گروه بد بچ(در سریال جنگ ستارگان: بد بچ) یعنی هانتر، به راحتی او را از پای در آورد. کد بین در کنار جانگو فت و بوبا فت جزو معروف ترین شکارچی جایزه بگیر های کهکشان جنگ ستارگان است. او در سریال کتاب بوبا فت  هم حضور داشت و در قسمت آخر توسط بوبافت کشته می شود.

جان کارلو ولپه کارگردان فصل آخر "بحران گروگانگیری" کد بین را با یک شکارچی جایزه جنگ ستارگان ، بوبا فت مقایسه کرد و اظهار داشت:
خدمه عاشق Cad Bane هستند ، و من واقعاً فکر می کنم طرفداران نیز دوست خواهند داشت. او یک حس بد اخلاق جدی را در جنگ ستارگان به ارمغان می آورد . او یک شکارچی فضل کشنده و بی رحم است ، و این را بلافاصله در قسمت مشاهده می کنید. برخلاف بوبا فت ، کاد اسیر نمی گیرد. 